# ماهر الحناشي
ماهر بن عمر الحناشي (مواليد 31 أغسطس 1984 في المنستير) هو لاعب كرة قدم تونسي يلعب كلاعب وسط. يمثّل منتخب تونس لكرة القدم منذ عام 2009.

## مسيرة اللاعب
انتقل إلى نادي الاتحاد الذي يلعب في الدوري الليبي الممتاز من الاتحاد الرياضي المنستيري في موسم 2009–10. بعد أن أمضى موسمين في النادي الطرابلسي، عاد إلى فريقه السابق المنستيري و احترف في نادي أحد السعودي.

## روابط خارجية
- ماهر الحناشي على موقع قاعدة بيانات كرة القدم.إي يو (الإنجليزية)
- ماهر الحناشي على موقع ناشيونال فوتبول تيمز (الإنجليزية)
- ماهر الحناشي على موقع Soccerway.com (الإنجليزية)
- ماهر الحناشي على موقع كووورة